# 300 Geraldina
Geraldina (định danh hành tinh vi hình: 300 Geraldina) là một tiểu hành tinh lớn ở vành đai chính. Ngày 3 tháng 10 năm 1890, nhà thiên văn học người Pháp Auguste H. Charlois phát hiện tiểu hành tinh Geraldina khi ông thực hiện quan sát ở Nice và không biết rõ nguồn gốc tên của nó.